# Starykowe
Starykowe  (ukr. Старикове) – wieś we wschodniej Ukrainie, w rejonie głuchowskim obwodu sumskiego.

## Geografia
Miejscowość położona jest nad rzeką Obiesta, 17 km od centrum administracyjnego rejonu głuchowskiego (Głuchów), 91 km od stolicy obwodu sumskiego (Sumy).

## Demografia
W 2020 r. miejscowość liczyła sobie 280 mieszkańców.